# Uranpirocloro
L'uranpirocloro è un minerale appartenente al gruppo del pirocloro. Il nome deriva dal suo contenuto in uranio e dalla somiglianza col pirocloro. La specie non è più stata accettata dal 2010 dall'IMA nell'ambito della revisione del supergruppo del pirocloro. La sua composizione chimica è (U,Ca,Ce)2(Nb,Ta)2O6(OH,F).

## Etimologia e storia
L'uranpirocloro era un membro del gruppo del pirocloro con predominanza di uranio (Hogarth, 1977), ma è stato in seguito riconsiderato a causa della mancanza di analisi accettabili.
Qualsiasi nuova analisi che confermi in futuro un pirocloro a predominanza di uranio, secondo le regole della nomenclatura del 2010, richiederà un nuovo nome tipo oxyuranpirocloro.

## Abito cristallino
L'uranpirocloro può presentarsi sotto forma di cristalli ottaedrici. Cristallizza nel sistema cubico nel gruppo spaziale Fd3m con il parametro reticolare a = 10,44 Å e 8 unità di formula per cella unitaria.

## Origine e giacitura
L'uranpirocloro si presenta nei tufi calcarei con la carbonatite.
In Italia l'uranpirocloro è stato rinvenuto sui colli Albani, a Campagnano di Roma e a Vetralla (tutte nel Lazio) e a Novate Mezzola in Lombardia.
In Germania il minerale è stato trovato nella Brisgovia-Hochschwarzwald nel Baden-Württemberg, a Waidhaus in Baviera, a Mendig e Kruft in Renania-Palatinato. In Austria nel distretto di St. Veit an der Glan in Carinzia e in Finlandia a Savukoski (regione della Lapponia).
Altri siti in Europa si trovano in Repubblica Ceca, Francia, Norvegia, Polonia, Romania, Slovacchia, Svezia e Ucraina.
Nel continente americano, l'uranpirocloro è stato trovato in diversi Stati degli Stati Uniti (per citarne alcuni, Alaska, Colorado, Nuovo Messico e Carolina del Nord); nel Canada (Columbia Britannica, Manitoba, Ontario e Québec); in Paraguay (distretto di Amambay).
Ulteriori ritrovamenti sono stati registrati in Cina, Egitto, Madagascar, Myanmar, Russia e Sud Africa.

## Forma in cui si presenta in natura
L'uranpirocloro si presenta generalmente in masse compatte di colore rosso, rosso-marrone, dal marrone cioccolato al nero o giallo ambra. Il colore del suo striscio è giallo-brunastro.